# らせんの迷宮-遺伝子捜査-
『らせんの迷宮-遺伝子捜査-』（らせんのめいきゅう いでんしそうさ）は、夏緑の原作、菊田洋之の作画による日本の漫画作品。『ビッグコミック増刊号』（小学館）にて2012年6月17日号から2015年10月17日号まで連載された。数億桁の遺伝子配列を記憶する天才遺伝子科学者の神保仁が、熱血刑事の安堂源次や科捜研の女性研究員・乱原蘭とともに未解決事件や難事件を解き明かし、遺伝子捜査を通じてその裏に潜む人間の業に迫るさまを描く。
『らせんの迷宮〜DNA科学捜査〜』の題名でテレビドラマ化され、2021年10月から11月までテレビ東京系で放送された（後述）。

## 登場人物
神保 仁（じんぼ じん）
聖ヘリックス医科大学細胞医療学科・ゲノム解析学研究室准教授。
数億桁の遺伝子配列を記憶している天才遺伝子科学者。しかしDNA研究に没頭するあまり常軌を逸した行動が多く、周りからは変人扱いされている。
安堂源次（あんどう げんじ）
覚山警察署刑事課の刑事。
涙脆く直情型の熱血刑事。事あるごとに神保に振り回されている。
乱原蘭（らんばら らん）
科捜研女性研究員。

## 書誌情報
- 夏緑（原作）・ 菊田洋之（漫画） 『らせんの迷宮-遺伝子捜査-』、小学館〈ビッグコミックス刊〉、全2巻
  1. 2014年10月30日発売、ISBN 978-4-09-186576-2[小 1]
  2. 2015年11月30日発売、ISBN 978-4-09-187352-1[小 2]

## テレビドラマ
『らせんの迷宮〜DNA科学捜査〜』（らせんのめいきゅう ディーエヌエーかがくそうさ）のタイトルで、2021年10月15日より11月26日まで、テレビ東京系「金曜8時のドラマ」枠で放送された。主演は田中圭。
当初は2020年4月24日からの放送開始予定であったが、新型コロナウイルスの感染拡大で撮影スケジュールに影響が及んだため、放送開始が延期となり、同年9月12日には10月期「金曜8時のドラマ」枠での『記憶捜査2〜新宿東署事件ファイル〜』の放送開始と本作の2021年度への延期が正式に広報された。その後、2021年6月28日に同年10月より放送されることが発表された。

### キャスト

#### 聖ヘリックス大学
神保仁（じんぼ じん）〈35〉
演 - 田中圭（幼少期：内山そうた〈最終話〉）
聖ヘリックス大学医学部・細胞医療学科ゲノム解析学研究室准教授。
DNA解析の世界的権威で、32億あるDNAの配列を全て記憶している。甘いもの好きで、趣味は個人的なDNAデータベースを作成すること。周りからは奇人と思われている。
安堂から捜査への協力を依頼され、1度は断るも、安堂が自らの妻が殺されたことを告白すると協力を承諾した。

#### 警視庁
安堂源次（あんどう げんじ）〈45〉
演 - 安田顕
警視庁捜査一課七係 安堂班主任・警部補。
直情型の熱血刑事で涙もろいことから、「泣きの源次」と言われる。科学捜査より刑事の経験と勘を頼ることが一番だと思っている。
妻の亜希（当時35歳）は10年前に殺されており、男手ひとつで娘を育てている。
乱原流奈（らんばら るな）〈30〉
演 - 倉科カナ
警視庁科学捜査研究所法医第一係・所員。
神保のことを研究者として非常に尊敬し、源次のことを「ゲンちゃん」と呼んでいる。
瓜生夏樹（うりゅう なつき）〈26〉
演 - 中田圭祐
警視庁捜査一課七係安堂班・巡査。安堂の部下。
栗原四郎（くりはら しろう）〈53〉
演 - 渡辺いっけい
警視庁捜査一課・課長。安堂の上司。

#### その他
馬場ゆかり（ばば ゆかり）〈60〉
演 - 松坂慶子
カフェ「ゲ呑ム」のママ。
神保に「ゲ呑ム」の上の階にある部屋を貸し、面倒をみている。
静原博史の実験助手をしていたが、母の介護のために退職。3年前に母が亡くなった後、店を開いた。
次回予告のナレーションも担当。
安堂瑞希（あんどう みずき）〈11〉
演 - 古川凛（1歳：大野琴音〈第1話〉）
源次と亜希の娘。小学生。
安堂亜希〈35（死亡当時）〉
演 - 長尾純子（第1話・第2話）
源次の妻。10年前の第3の被害者。2011年10月25日、連続殺人犯Xに刃物で腹部を刺され死亡。

#### ゲスト
第1話
- 弓塚明紀（明夫の息子・連続殺人犯X） - 平岡祐太
- 楠田綾香（医療機器メーカー「薬師寺ケミカル」営業社員） - 小野ゆり子
- 鹿島浩司（失踪中の森信夫〈通称：信長〉になりすましている男） - じゅんいちダビッドソン
- 山村聡美（キャバ嬢） - 倉河奈央
- 弓塚明夫（10年前の第1の被害者・タクシードライバー） - 古川真司
- 菊池聡（10年前の第2の被害者・美容師） - 萩原龍汰
- 風間優里奈（10年前の第4の被害者・女子大生） - 松本結愛
- 野村透（第1の被害者・会社員） - 佐久間一禎
- 中山博（第2の被害者・タクシードライバー） - 矢嶋俊作

第2話
- 遠山友蔵（DNA分析による相性で鮎子と結婚・遠山パルプ 社長・鮎子を殺害） - 笹野高史
- 遠山鮎子（友蔵の3番目の妻・後妻業の女） - 中越典子
- 遠山静夫（友蔵と1番目の妻との息子・遠山パルプ 常務） - 小松和重
- 清水春江（遠山家の家政婦） - 池谷のぶえ
- 西原敏弘（婚活パーティーイベンター・鮎子と共犯して後妻業を計画） - 六角慎司
- 遠山香織（友蔵と2番目の妻との娘） - 吉田芽吹

第3話
- 松木宏（新宿北警察署縁木交番 巡査・2つの事件の殺人犯） - 須賀健太
- 赤島典子（2つ目の事件現場となった部屋の居住者） - 徳永えり
- 赤島真次朗（赤島総合病院 副院長・典子の夫） - 村上新悟
- 木元亮二（新宿北警察署縁木交番 警察官） - 福澤重文
- 新城拓也（新宿北警察署縁木交番 警察官） - 黄地裕樹
- 土田竜男（興信所の調査員） - 後藤健

第4話
- 白石涼平（有名ピアニスト） - 松尾諭
- 白石由紀子（涼平の妻） - 紺野まひる
- 斎藤正弘（刺殺された花屋の店主・涼平の大学のサークル仲間） - 東根作寿英
- 根本慎二（美雪の誘拐犯） - 増田修一朗
- 白石美雪（誘拐された少女・斎藤と由紀子の娘） - 稲垣来泉（幼少期：泉谷星奈）

第5話
- 下村まどか（大手製薬会社であるカンノウケミカルの研究員・新薬開発チームリーダー） - 矢田亜希子
- 澤井百合子（まどかと同僚の研究員・まどかに殺害される） - 若月佑美
- 下村亮二（高輪製薬研究所 研究員・まどかの弟） - 古屋呂敏
- 澤井綾子（百合子の母） - 立枝歩
- 守山晋（厚生労働省公務員・まどかに殺害される） - 友松栄
- 大滝璃子（カンノウケミカル 社員） - 夕帆

第6話・最終話
- 槇村明良（静原細胞再生医療研究所 所員・神保の大学時代の研究パートナー） - 高橋光臣
- 静原博史（静原細胞再生医療研究所 所長・神保の恩師） - 山田明郷
- 静原沙也香（博史の娘・神保の友人・8年前に槇村に殺害される） - 朝倉あき（幼少期：大貝瑠美華〈最終話のみ〉）
- 山富高明（万能細胞開発研究者・神保の同窓生） - 小松利昌（第6話のみ）
- 田丸哲也（ミステリー作家・神保の同窓生） - 柏原収史（第6話のみ）
- 緋山香菜子（美容再生医療研究者・神保の同窓生） - 橋本マナミ（第6話のみ）
- 警察官 - ゾフィー（最終話のみ）

### スタッフ
- 原作 - 夏緑（原作）・ 菊田洋之（漫画） 『らせんの迷宮-遺伝子捜査-』（小学館「ビッグコミックス」刊）
- 脚本 - 黒岩勉、酒井雅秋、福田哲平
- 監督 - 岩本仁志、西村了、松永洋一
- オープニングテーマ - TOMORROW X TOGETHER「Ito」（Republic Records）[30]
- 主題歌 - BTS 「Stay Gold」（Def Jam Recordings）[31]
- 音楽 - 福島祐子、橋口佳奈
- 警察監修 - 石坂隆昌
- DNA監修 - 夏緑、法科学鑑定研究所
- アクションコーディネート - 森崎えいじ
- 音楽協力 - テレビ東京ミュージック
- 制作協力 - R.I.S Enterprise
- チーフプロデューサー - 濱谷晃一
- プロデューサー - 山鹿達也、北川俊樹、尾上貴洋、柴田裕基
- 製作 - テレビ東京、AX-ON

### 放送日程
- 第1話は20時 - 21時48分の54分拡大放送。

| 話数   | 放送日   | サブタイトル                     | ラテ欄 | 脚本     | 監督     |
| ------ | -------- | -------------------------------- | --- | -------- | -------- |
| 第1話  | 10月15日 | 消えるDNAの謎                    | 天才学者×熱血刑事 最強のバディが誕生! 4つの遺体に刻まれた"X"印… 容疑者のはDNAがない!? キノコ暴く遺伝子トリック | 黒岩勉   | 岩本仁志 |
| 第2話  | 10月22日 | 恋愛遺伝子が暴く資産家殺人事件   | 遺産50億の密室殺人 "恋愛遺伝子"が暴く夫婦の嘘                                                                  | 福田哲平 | 岩本仁志 |
| 第3話  | 10月29日 | 死体が消える二つの殺人事件!?     | 死体が消えた!?殺害現場に謎の血痕… 完全犯罪トリック                                                             | 酒井雅秋 | 岩本仁志 |
| 第4話  | 11月05日 | 天才遺伝子が暴く少女誘拐事件!    | 一億円誘拐と変死体のナゾ! 鍵は一日花と天才遺伝子!?                                                             | 福田哲平 | 西村了   |
| 第5話  | 11月12日 | 白骨の遺言〜VS天才研究者!        | 白骨体が謎の告白!?天才が解く "三角"の殺人トリック                                                              | 酒井雅秋 | 松永洋一 |
| 第6話  | 11月19日 | 密室の研究所!未解決殺人事件の謎  | 密室の殺人同窓会!? 毒殺リミット4時間! 赤→青トリックの謎                                                        | 福田哲平 | 岩本仁志 |
| 最終話 | 11月26日 | 消えた容疑者VS2つのDNAを持つ死体 | 消えた殺人犯VS2人のDNAを持つ謎の男!? 究極トリック                                                              | 酒井雅秋 | 岩本仁志 |

| テレビ東京系 金曜8時のドラマ                                                | テレビ東京系 金曜8時のドラマ                              | テレビ東京系 金曜8時のドラマ                 |
| 前番組                                                                      | 番組名                                                    | 次番組                                       |
| --------------------------------------------------------------------------- | --------------------------------------------------------- | -------------------------------------------- |
| 警視庁ゼロ係〜生活安全課なんでも相談室〜 SEASON5 （2021年4月30日 - 7月2日） | らせんの迷宮〜DNA科学捜査〜 （2021年10月15日 - 11月26日） | 駐在刑事 Season3 （2022年1月14日 - 2月25日） |